# Xã Sandoun, Quận Ransom, Bắc Dakota
Xã Sandoun (tiếng Anh: Sandoun Township) là một xã thuộc quận Ransom, tiểu bang Bắc Dakota, Hoa Kỳ. Năm 2010, dân số của xã này là 66 người.